# شارة تحقق

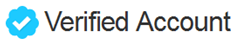
صورة لشارة التحقق في تويتر.

شارة تحقق أو كما يطلق عليها البعض بـ العلامة الزرقاء، بالإنجليزية (Verified badge) أو (blue tick) تستخدم في مواقع التواصل الأجتماعية للإشارة بشكل مرئي من أنه تم التحقق من أن هذا الحساب رسمي.

## شارة التحقق في مواقع التواصل الأجتماعي

### جوجل بلس
في أغسطس 2011، أعلنت + Google أنها ستضع شارات تحقق في الملفات الشخصيات العامة.

### فيس بوك
في فبراير 2012، أعلنت Facebook إتاحة طلب شارات التحقق للملفات الشخصية والصفحات.

### تويتر
في يونيو 2009، قدمت Twitter هذه الميزة لبعض الشخصيات العامة.